# Acherontia styx
Acherontia styx este o specie de molie din familia Sphingidae, și de asemenea una dintre cele trei specii de molie cap-de-mort.

## Descriere

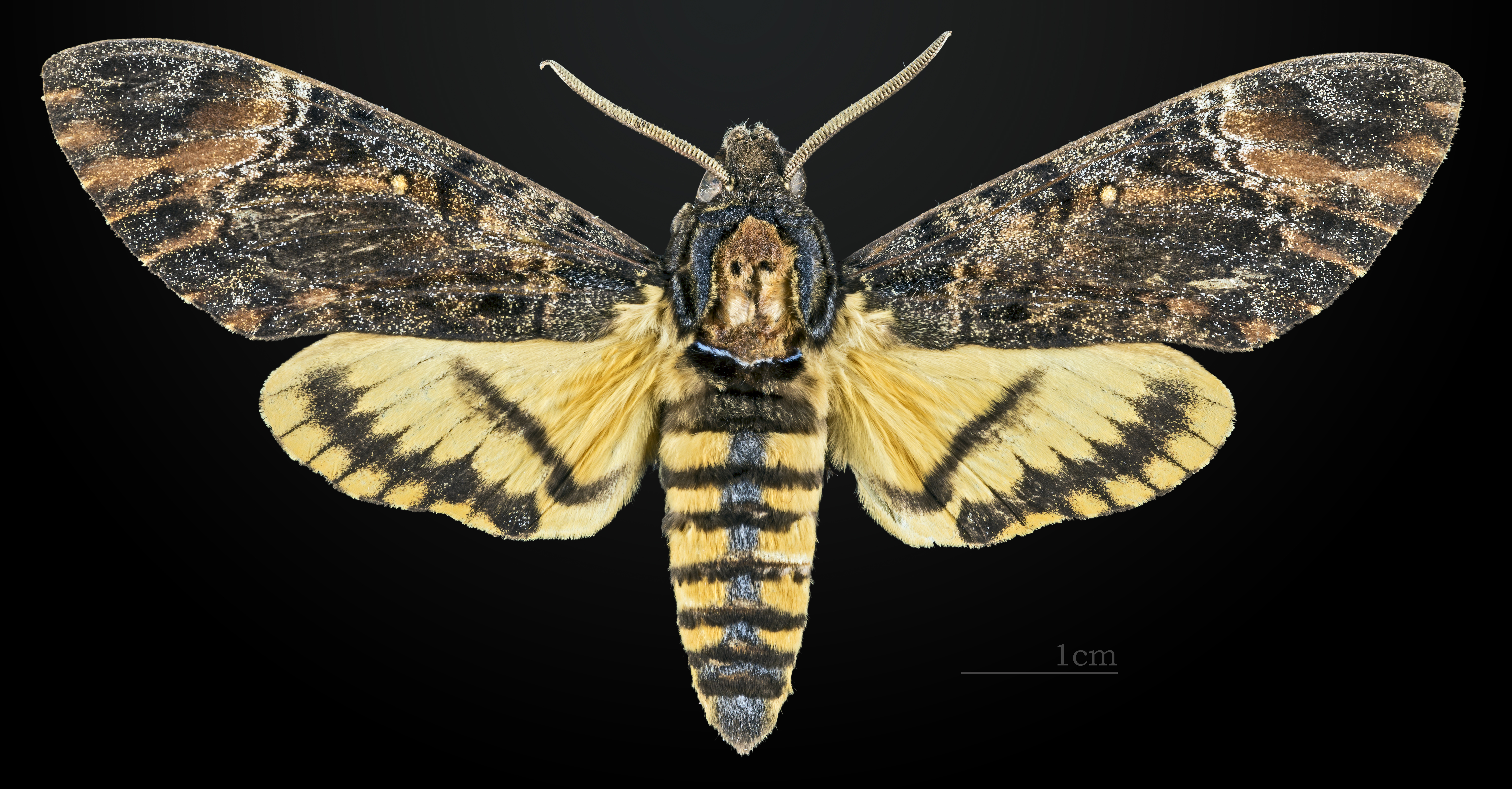
♂
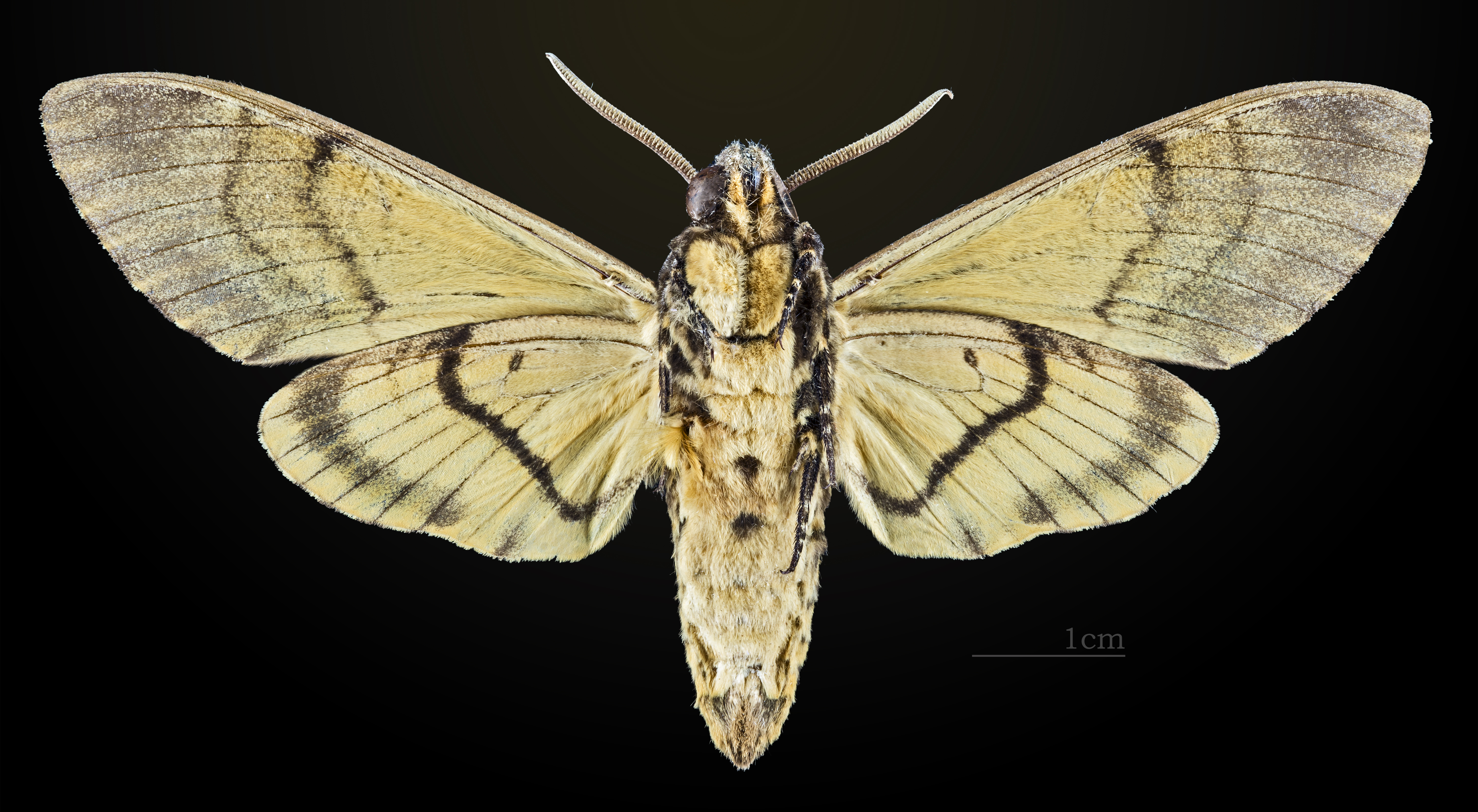
△ ♂
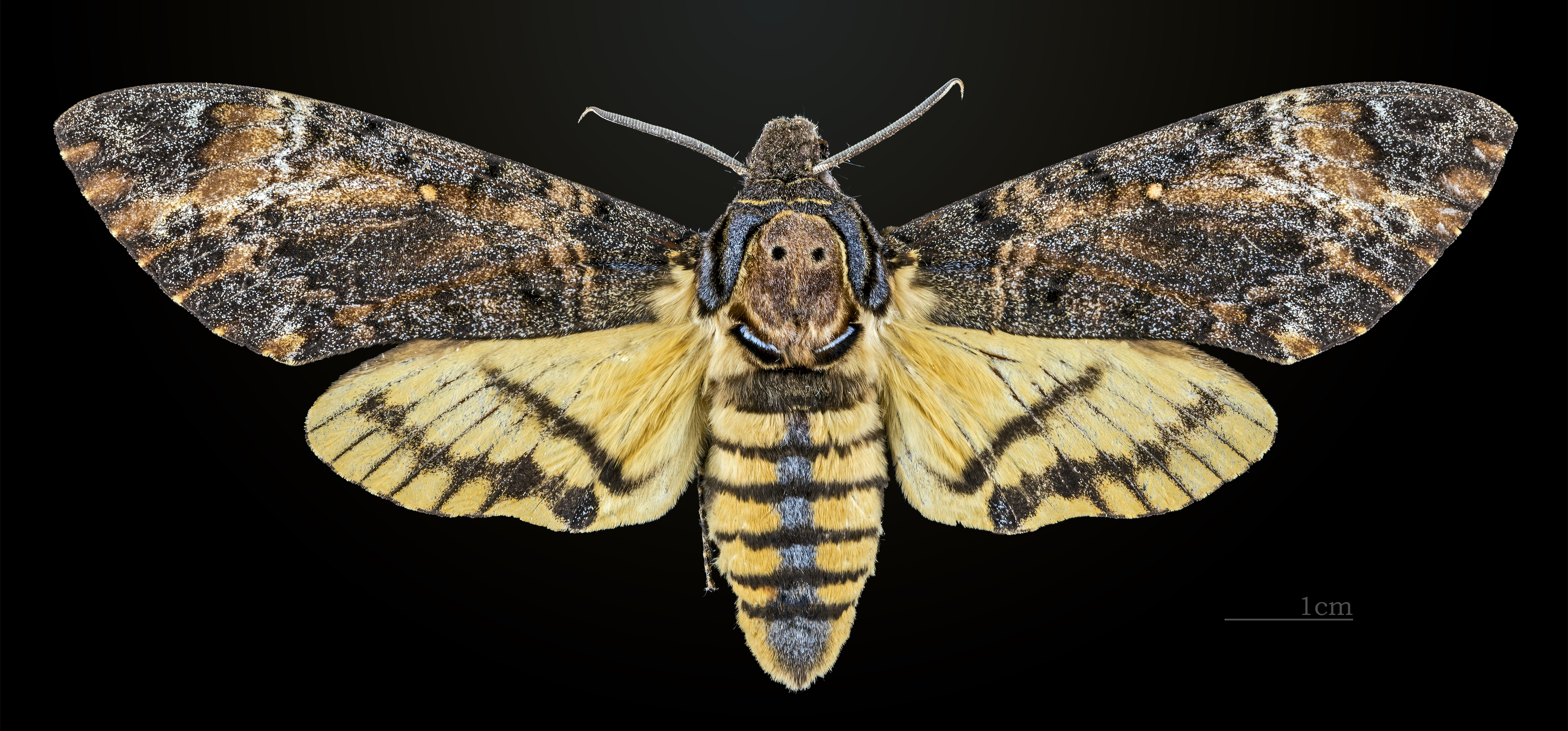
♀
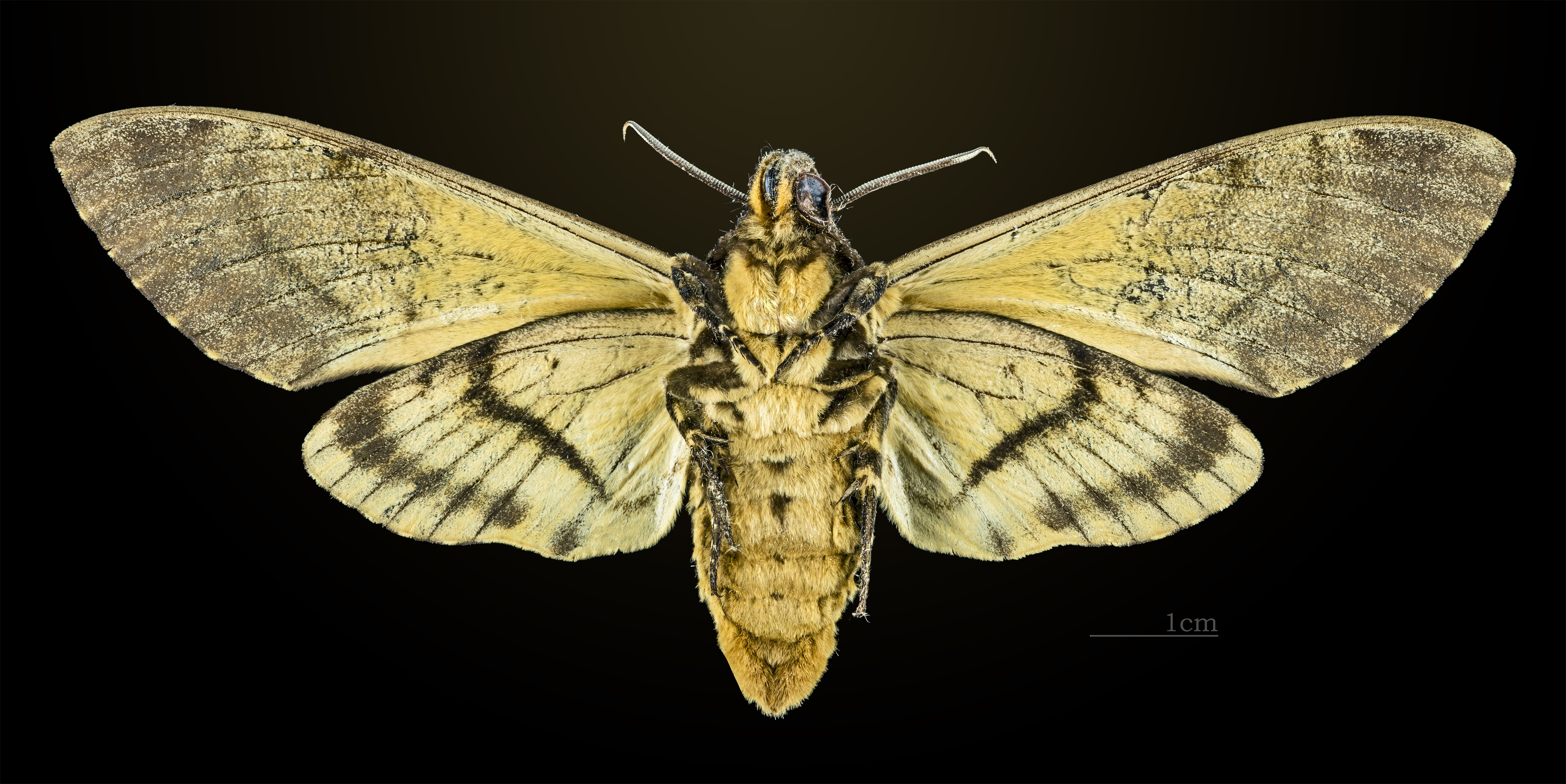
△ ♀
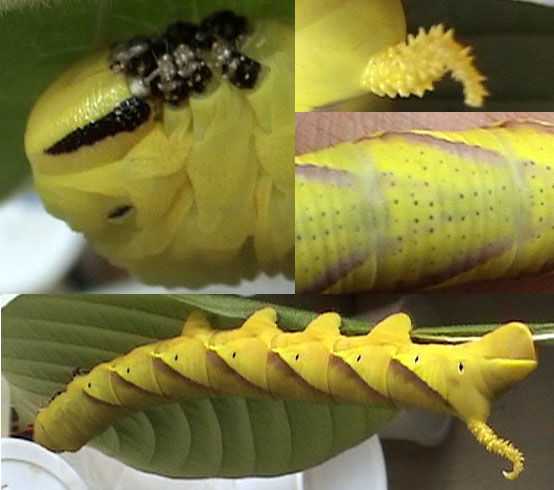
Omidă

Este asemănătoare cu specia europeană Acherontia atropos, dar diferă având două benzi mediale pe aripa superioară. Există și alte diferențe.

## Subspecii
- Acherontia styx styx
- Acherontia styx medusa (Moore)[1]